# Riduzione selettiva catalitica
La riduzione selettiva catalitica (abbreviato in SCR, ovvero Selective Catalytic Reduction) è un processo chimico per l'abbattimento degli NOx nei gas di scarico. I dispositivi SCR trovano utilizzo sia nella combustione industriale che nei motori a combustione interna delle applicazioni mobili (come autoveicoli).
Un agente chimico riducente allo stato liquido o gassoso (in genere ammoniaca o urea) viene aggiunto ai gas di scarico in presenza di catalizzatore. Il riducente ha la forte tendenza ad assorbire l'Ossigeno (per questo motivo l'ammoniaca è tossica sui tessuti biologici), limitando così la formazione di NOx all'interno del gas di scarico, formando H2O (vapore acqueo) e N2 (gas azoto).
4NO+4NH3+O2→4N2+6H2O
6NO2+8NH3→7N2+12H2O

## Reazione
Le reazioni chimiche che hanno luogo sono le stesse della riduzione selettiva non catalitica, ma la presenza di catalizzatore permette che la reazione abbia luogo a temperature minori (fra i 265 e i 425 °C) e con rendimenti di riduzione più elevati (circa 80%).
Il catalizzatore può essere costituito da un supporto, in genere ceramico, sulla cui superficie porosa è disperso un metallo in grado di catalizzare la reazione (quello di uso più comune è il Vanadio).
In presenza di ammoniaca, le reazioni di riduzione degli NOx saranno le seguenti:
4 NO + 4 NH3+O2 → 4 N2 + 6 H2O   ("Standard SCR")
6 NO + 4 NH3 → 5 N2 + 6 H2O   ("Slow SCR")
6 NO2 + 8 NH3 → 7 N2 + 12 H2O   ("NO2 SCR")
NO + NO2 + 2 NH3 → 2 N2 + 3 H2O   ("Fast SCR")
In presenza di urea la reazione sarà invece:
2 CO(NH2)2 + 4 NO + O2 → 4 N2 + 2 CO2 + 4H2O

## Catalizzatori
Un punto fondamentale del processo SCR è il catalizzatore: questo deve essere in grado di far reagire NO con O2 e non NH3 con O2, in quanto si avrebbe la seguente reazione
NH3 + O2 → NO,N2,N2O
Il rischio è quello di consumare inutilmente il reagente (danno economico) andando a peggiorare anche le emissioni (danno ambientale).
Un'altra reazione che può dare problemi a valle di un processo è la seguente
2SO2 + O2 → 2SO3
SO3 + H2O → H2SO4
SO3 + H2O + 2NH3 → (NH4)2SO4
L'acido solforico corrode e disattiva il catalizzatore mentre il solfato d'ammonio è un sale che si deposita a basse temperature andando quindi a disattivare il catalizzatore per "masking".
I catalizzatori più impiegati a livello industriale sono a base di ossidi metallici, V2O5 come fase attiva supportata su TiO2. Viene aggiunto eventualmente WO3 come promotore strutturale ed elettronico.
Il tenore di V2O5 deve essere mantenuto a livelli bassi per evitare che questo catalizzi anche la reazione di ossidazione dell'anidride solforosa.

## Problemi
I principali problemi di questo sistema di abbattimento degli ossidi di azoto sono due:
- La corrente di fumi contiene una percentuale di NOx generalmente inferiore all'1%. Risulta dunque fondamentale ottenere una corretta miscelazione tra la corrente dei fumi e quella di ammoniaca, per permettere ai reagenti di entrare a contatto. Questo problema si riflette anche nel fenomeno dell'ammonia slip: immettere l'ammoniaca stechiometrica provocherebbe la sua presenza nei fumi, poiché nelle parti finali dell'abbattitore la concentrazione di NOx sarebbe troppo bassa per ottenere la reazione completa di tutte le molecole di ossido di azoto presenti nei fumi. Questo fenomeno è indesiderato, in quanto l'ammoniaca è ancora più dannosa degli NOx stessi, e per questo l'efficienza di questi sistemi non va generalmente oltre l'85%
- La corrente di fumi miscelati ad ammoniaca deve essere equamente distribuita su tutto il catalizzatore. Se, infatti, la corrente tendesse a concentrarsi su determinate zone del catalizzatore piuttosto che su altre, l'efficienza del sistema diminuirebbe in modo sensibile.

## Applicazioni
Con le dovute differenze dal punto di vista applicativo, la riduzione selettiva catalitica è utilizzata in diversi settori dell'industria:
- Motori Diesel
- Turbine a gas
- Centrali termiche

### Trattamento dei gas di scarico dei motori a ciclo Diesel
Nei motori a ciclo Diesel, la riduzione selettiva catalitica è applicata ai fini del contenimento delle emissioni allo scarico degli ossidi di azoto (NOx), il cui abbattimento risponde alle prescrizioni delle direttive anti-inquinamento.
A differenza delle applicazioni su impianti di grandi dimensioni, il riducente utilizzato per la reazione chimica è un prodotto specifico, l'AdBlue, una soluzione di urea e acqua demineralizzata. I motivi principali che hanno portato a questa scelta sono:
- Dotare i veicoli di serbatoi pressurizzati per lo stoccaggio dell'ammoniaca presenta inconvenienti tecnici;
- Dotare gli impianti di distribuzione di carburante di appositi dispositivi di stoccaggio e distribuzione dell'ammoniaca presenta difficoltà tecniche e di carattere normativo;
- L'AdBlue non è classificata come sostanza pericolosa;
- Lo stoccaggio dell'AdBlue (negli impianti di distribuzione carburanti come a bordo dei veicoli) non presenta particolari inconvenienti tecnici.

L'impianto tipo applicato su veicoli per trazione terrestre è costituito dai seguenti componenti:
- Serbatoio dell'AdBlue. In genere può contenere diverse decine di litri di soluzione. Il bocchettone ha forma e dimensione tale da impedire l'accidentale introduzione di gasolio. Il bocchettone è inoltre dotato di un dispositivo magnetico, il cui scopo è quello di impedire che la soluzione venga versata in recipienti non idonei. Il dispositivo magnetico attiva un'elettrovalvola posta sull'erogatore, che comanda l'erogazione della soluzione.
- Indicatore di livello. Con classico funzionamento a galleggiante, invia alla centralina di controllo informazioni sul livello e sulla temperatura della soluzione nel serbatoio, per comandare, tramite apposita valvola deviatrice, il passaggio dell'acqua calda proveniente dal vano motore.
- Gruppo di pompaggio. Contiene la pompa volumetrica e la centralina di comando.
- Catalizzatore. Al suo interno viene iniettata la soluzione contenente l'agente riduecente. A causa delle alte temperature dei gas di scarico, la soluzione si decompone in ammoniaca e anidride carbonica. Allo stesso tempo, l'iniezione abbassa la temperatura dei gas di scarico. In queste condizioni, avvengono le reazioni di riduzione degli NOx precedentemente riportate.